# THE EVENT/イベント
『THE EVENT/イベント』（英題: The Event）は、アメリカNBCで2010年より放送されているテレビドラマ（サスペンスアクションドラマ）。『24 -TWENTY FOUR-』で製作総指揮をつとめたエヴァン・カッツが製作総指揮をつとめている。
日本では、2011年7月26日よりスーパー!ドラマTVにて、独占放送が開始。また、6月24日には、第1話の先行プレミア放送されている。

## 概要

### 作風
現在起こっている事件と、そのいきさつが垣間見える過去のシーンが分刻みで交錯し、登場人物たちの複雑な人間関係と事件の真相がスピード感あふれる映像で明らかにされていくサスペンスアクションドラマ。ひとつの事件が州警察やCIA、政府をも巻き込み、大きく展開していく先の読めないストーリーとなっている。

### 製作スタッフ・キャスト
製作総指揮は、『24 -TWENTY FOUR-』で製作総指揮をつとめたエヴァン・カッツ、『ミディアム 霊能者アリソン・デュボア』を製作総指揮したスティーヴ・スタークのほかジェフリー・ライナー。企画は、『ミディアム 霊能者アリソン・デュボア』、『4400 未知からの生還者』などの制作に携わっていた脚本家のニック・ウォーターズ。
キャストには、俳優ジョン・リッターの息子ジェイソン・リッター、映画『HACHI 約束の犬』のサラ・ローマー、『ER緊急救命室』のローラ・イネス、映画『最高の人生の見つけ方』のイアン・アンソニー・デイル、映画『ディープ・インパクト』のブレア・アンダーウッド、『HEROES』、『ハンニバル』のジェリコ・イヴァネク、『サード・ウォッチ』のリサ・ヴィダルらが登場。

### 放送
放送は、アメリカ、カナダ、イギリス、イタリア、スペイン、オーストラリア、ニュージーランド、ロシア、スウェーデンほかヨーロッパ各国、南米諸国、南アフリカなどで現在（2011年5月現在）も放送されている。オーストラリアとスウェーデンでは、新作ドラマシリーズ（アメリカ制作）の中で、視聴率1位を記録した。

## あらすじ
エイビアス航空514便が離陸のため、滑走路を移動し始めると、514便を追うように1台の車が猛スピードでせまってくる。その様子を震えながら見つめるショーン･ウォーカー。やがて離陸すると、ショーンは乗務員に拳銃を向け、コックピットを開けるよう命じる。その8日前、カリブ海のクルーズを楽しんでいたショーンと恋人のレイラ。しかし、なんの前触れもなくショーンの前からレイラが突然姿を消した。必死にレイラを探すショーンだったが、二人の乗船記録が消されている事実に愕然とする。
ホワイトハウスでは、極秘収容施設に拘束されている収監者たちを釈放しようと決めたアメリカ大統領イーリアス･マルティネスが、側近たちに反対されながらもその声明を発表しようとしていた。そして、収監者の女性ソフィアと共に記者たちのいる場所へと向かう彼らに危機が迫っていた。

## 登場人物・キャスト
※括弧内は日本語吹替
- ショーン・ウォーカー - ジェイソン・リッター（真殿光昭）
- レイラ・ブキャナン - サラ・ローマー（米丸歩）
- ソフィア - ローラ・イネス（速見圭）
- サイモン・リー - イアン・アンソニー・デイル（川本克彦）
- イーリアス・マルティネス大統領 - ブレア・アンダーウッド（鏡優雅）
- ブレイク・スターリング国家情報長官 - ジェリコ・イヴァネク（小形満）
- マイケル・ブキャナン - スコット・パターソン（加藤亮夫）
- トーマス - クリフトン・コリンズ・Jr（荻沢俊彦）
- ビッキー・ロバーツ - テイラー・コール（衣鳩志野）
- レイモンド・ジャービス副大統領 - ビル・スミトロヴィッチ（高松直輝）

## エピソード
| No. | タイトル                                             | 放映日 （米国） | 放映日 （スーパー!ドラマTV） |
| --- | ---------------------------------------------------- | --------------- | ---------------------------- |
| 1   | 全ては語られていない (I Haven't Told You Everything) | 2010年9月20日   | 2011年7月26日                |
| 2   | 荒野 (To Keep Us Safe)                               | 2010年9月27日   | 2011年7月26日                |
| 3   | 真実のありか (Protect Them from the Truth)           | 2010年10月4日   | 2011年8月2日                 |
| 4   | 生と死のはざま(A Matter of Life and Death)           | 2010年10月11日  | 2011年8月9日                 |
| 5   | 戦時死傷者 (Casualties of War)                       | 2010年10月18日  |                              |
| 6   | 忠誠心 (Loyalty)                                     | 2010年10月25日  |                              |
| 7   | 正体 (I Know Who You Are)                            | 2010年11月8日   |                              |
| 8   | 国家の利益 (For the Good of Our Country)             | 2010年11月15日  |                              |
| 9   | 世界は誰のもの (Your World to Take)                  | 2010年11月22日  |                              |
| 10  | 全ては変わる (Everything Will Change)                | 2010年11月29日  |                              |
| 11  | 探し求める人々 (And Then There Were More)            | 2011年3月7日    |                              |
| 12  | イノストランカ (Inostranka)                          | 2011年3月7日    |                              |
| 13  | 変容 (Turnabout)                                     | 2011年3月14日   |                              |
| 14  | 返信 (A Message Back)                                | 2011年3月21日   |                              |
| 15  | 対決 (Face Off)                                      | 2011年3月28日   |                              |
| 16  | なくした大切なもの (You Bury Other Things Too)       | 2011年4月4日    |                              |
| 17  | 断頭 (Cut Off the Head)                              | 2011年4月18日   |                              |
| 18  | 新たな陰謀 (Strain)                                  | 2011年4月25日   |                              |
| 19  | 我々か彼らか (Us or Them)                            | 2011年5月2日    |                              |
| 20  | 生きる者、死ぬ者 (One Will Live, One Will Die)       | 2011年5月9日    |                              |
| 21  | 終末の訪れ (The Beginning of the End)                | 2011年5月16日   |                              |
| 22  | 到達 (Arrival)                                       | 2011年5月23日   |                              |